# Serrall del Rocal
El Serrall del Rocal és una serra situada al municipi dels Torms a la comarca de les Garrigues, amb una elevació màxima de 511 metres.